# Amarginops platus
Amarginops platus — єдиний вид роду Amarginops з підродини Claroteinae родини Claroteidae ряду сомоподібних.

## Опис
Загальна довжина сягає 17 см. Голова широка, помірно масивна. Очі великі. Рот доволі широкий. Верхня губа довша за нижню. Є 3 пари вусів, найдовша, що тягнеться з кутів рота. Тулуб кремезний подовжений. Спинний плавець високий, дуже широкий, з помірною основою. Грудні плавці широкі та довгі, з гострими кінчиками. Черевні плавці витягнуті, з округлими кінчиками, короткою основою. Анальний плавець помірно високий, з короткою основою. Жировий плавець невеличкий. Хвостовий плавець потужний, сильно розрізаний кінчики стирчать у річні боки.

## Спосіб життя
Є демерсальною рибою. Зустрічається на швидких ділянках річок. Стосовно активності замало відомостей. Живиться водними безхребетними, рідше дрібною рибою.

## Розповсюдження
Мешкає у басейні річки Конго.